# Eilmer de Malmesbury
Pour les articles homonymes, voir Æthelmær.
Eilmer de Malmesbury (ou Æthelmær de Malmesbury) est un moine bénédictin anglais du XIe siècle, principalement connu pour avoir tenté un des premiers essais de vol au moyen d'ailes mécaniques durant sa jeunesse.

## Biographie
L'unique source concernant Eilmer est la De gestis regum Anglorum de Guillaume de Malmesbury, un chroniqueur du début du XIIe siècle qui est lui aussi moine à l'abbaye de Malmesbury. Il est possible que Guillaume ait connu Eilmer dans sa jeunesse. Eilmer aurait alors été un très vieil homme : d'après Guillaume, il est témoin de deux passages de la comète de Halley, ceux de 989 et de 1066. Il pourrait être né vers 985.
C'est durant les années 1010, alors qu'il est encore un jeune homme, qu'Eilmer se livre à la tentative de vol qui constitue le seul fait marquant de sa vie. Inspiré par la légende de Dédale et Icare, il se jette du sommet d'une tour de l'abbaye, muni d'ailes rudimentaires fixées à ses mains et à ses pieds. Emporté par le vent, il parcourt « un stade ou davantage », soit environ 200 mètres, avant de s'écraser au sol, soit qu'il ait été pris de panique, soit qu'il ait été victime d'un coup de vent imprévu. Il se brise les deux jambes dans sa chute et reste infirme.

« C’était un homme cultivé pour cette époque, d’un très grand âge, qui dans sa prime jeunesse avait tenté un acte d’un courage remarquable. Par certains moyens, je ne sais guère lesquels, il avait attaché des ailes à ses mains et à ses pieds afin que, confondant la légende et la réalité, il puisse voler comme Dédale, et, allant chercher la brise au sommet d’une tour, il vola sur plus d’un furlong. Mais, agité par la violence du vent et les tourbillons de l’air, ainsi que par la conscience de la témérité de son acte, il tomba, se brisa les deux jambes, et resta boiteux par la suite. Il racontait que la cause de son échec était son oubli de se munir d’une queue. »

— Guillaume de Malmesbury, De gestis regum Anglorum
L'histoire d'Eilmer est reprise par de nombreux chroniqueurs médiévaux après Guillaume de Malmesbury, parmi lesquels Hélinand de Froidmont, Aubry de Trois-Fontaines, Vincent de Beauvais, Roger Bacon, Ranulf Higdon, Henry Knighton et Johannes Nauclerus, entre autres. Il est parfois appelé « Oliver » en raison d'une erreur commise par Higdon.